# Gettin' Hungry
«Gettin' Hungry» es una canción escrita e interpretada por Brian Wilson y Mike Love, fue editada como sencillo bajo el nombre del citado dúo en agosto de 1967, y fue el segundo corte editado únicamente por Brother Records. Más tarde apareció en el álbum Smiley Smile de The Beach Boys un mes después. Es junto a la canción "Little Pad", una de las pocas canciones escritas originalmente para Smiley Smile sin haber tomado idea alguna del abortado SMiLE.
El autor Byron Preiss caracterizó al corte como "una extraña combinación de coro energético, bajo eléctrico y meandro blues". Según Wilson, "sólo pensé que sería una buen sencillo". Billboard lo describió como una "pieza de material inusual, tan fuera de ritmo como su actual y estruendoso 'Heroes and Villains'. Debe demostrarse que es un elemento importante en las listas". El biógrafo de Mark Dillon tomó nota de la canción como un "fracaso de sencillo".

## Publicaciones
"Gettin' Hungry" aparte de haber sido publicado como sencillo a dúo de Brian Wilson y Mike Love, la canción fue incluida en su álbum de estudio Smiley Smile de 1967 y se compiló en The Capitol Years de 1999. Se grabó una versión en vivo durante el fallido Lei'd in Hawaii en Hawái en 1967, pero se descartó la edición del álbum. Recién en 2017 con la edición de 1967 – Sunshine Tomorrow y 1967 – Live Sunshine se publicaron tres grabaciones de la pieza en vivo, mientras que en 1967 – Sunshine Tomorrow 2: The Studio Sessions, también de 2017 aparecieron pistas vocales.